# Вікові дуби (Київ)
Вікові дуби — ботанічна пам'ятка природи місцевого значення, знаходиться в Подільському районі м. Києва по вулиці Вишгородська, 51. Заповідана у березні 1972 року (рішенням виконкому міськради від 20.03.72р.).

## Галерея

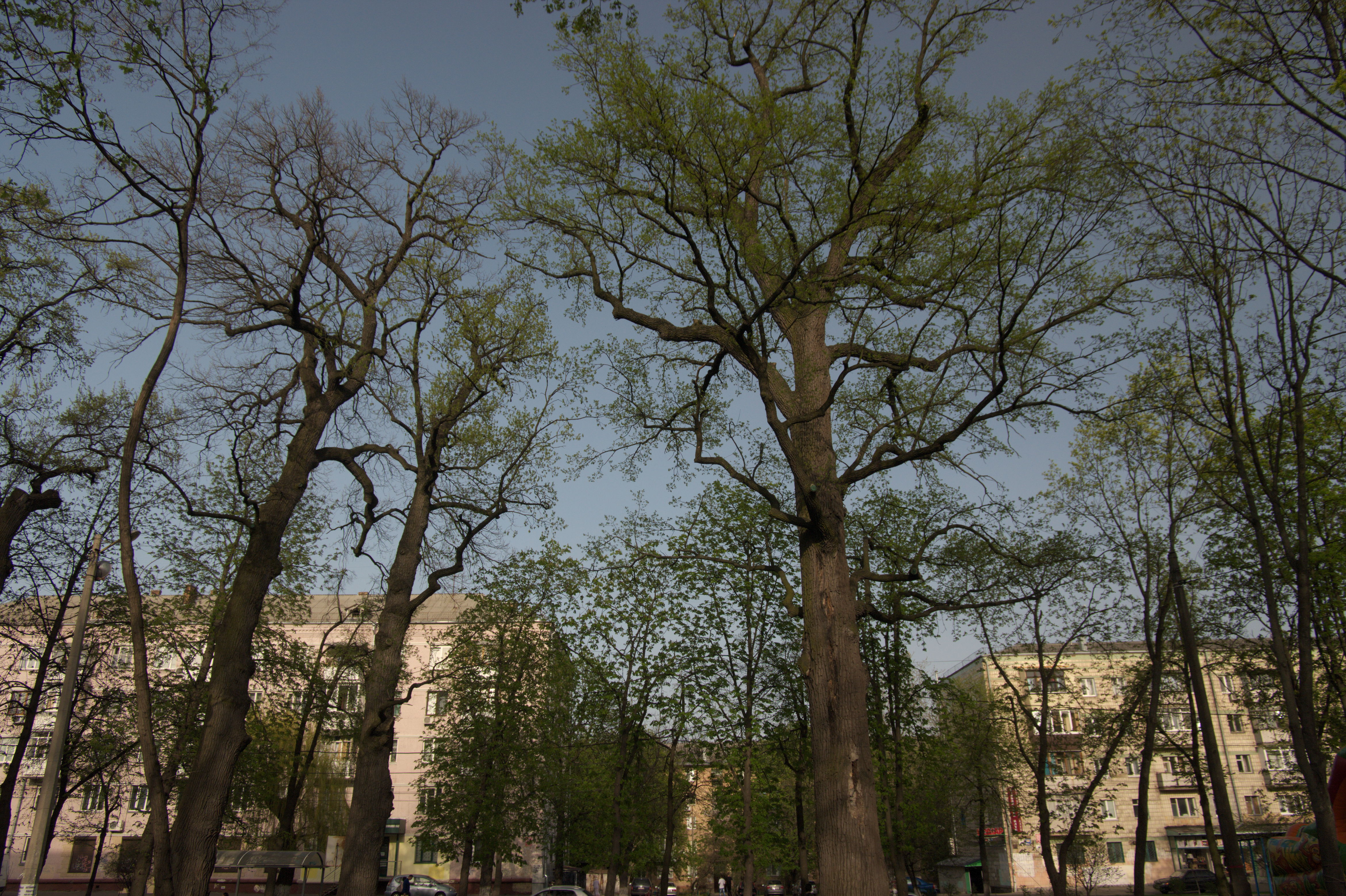
Вікові дуби (квітень 2013)
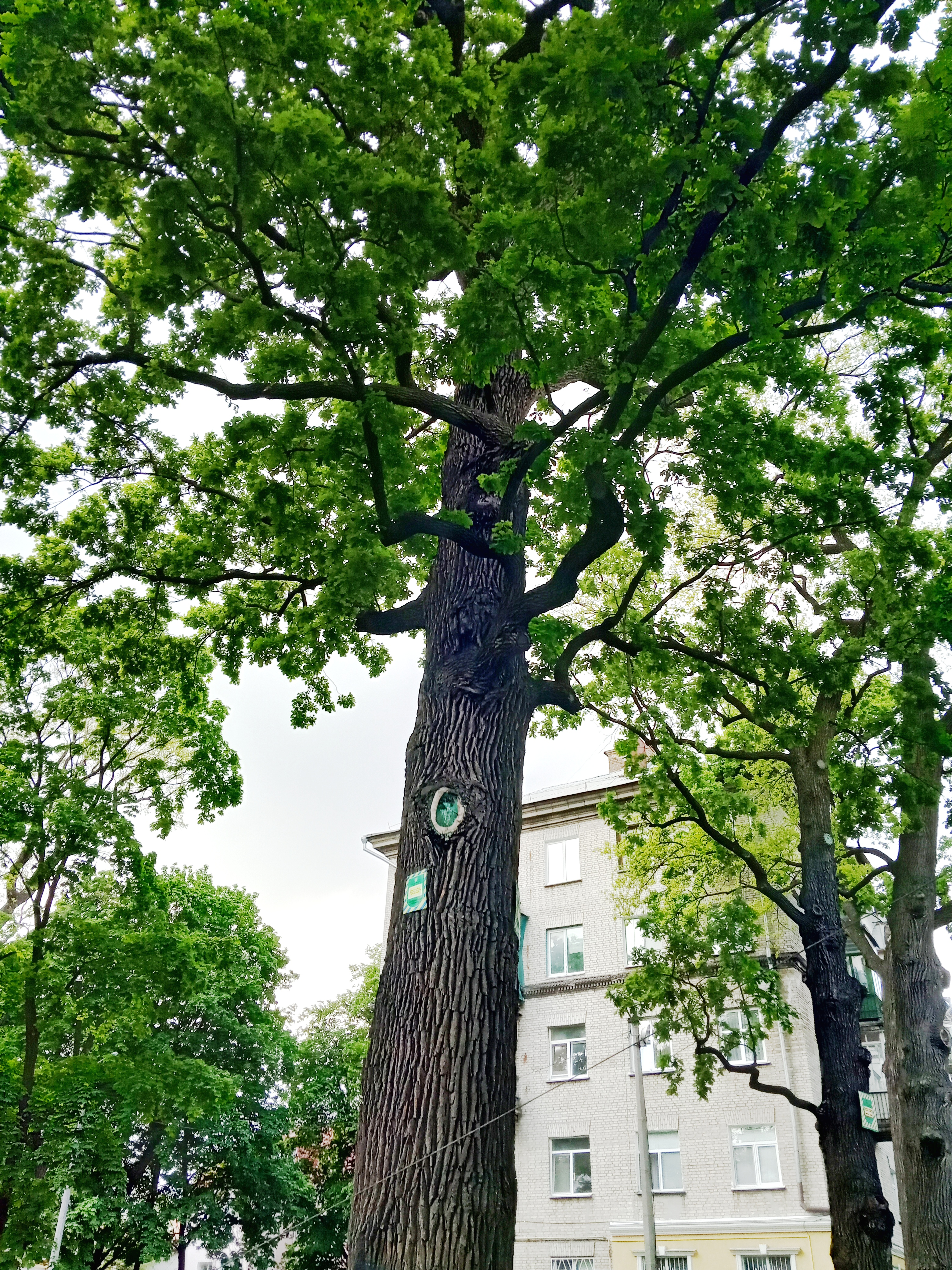
Вікові дуби (травень 2019)
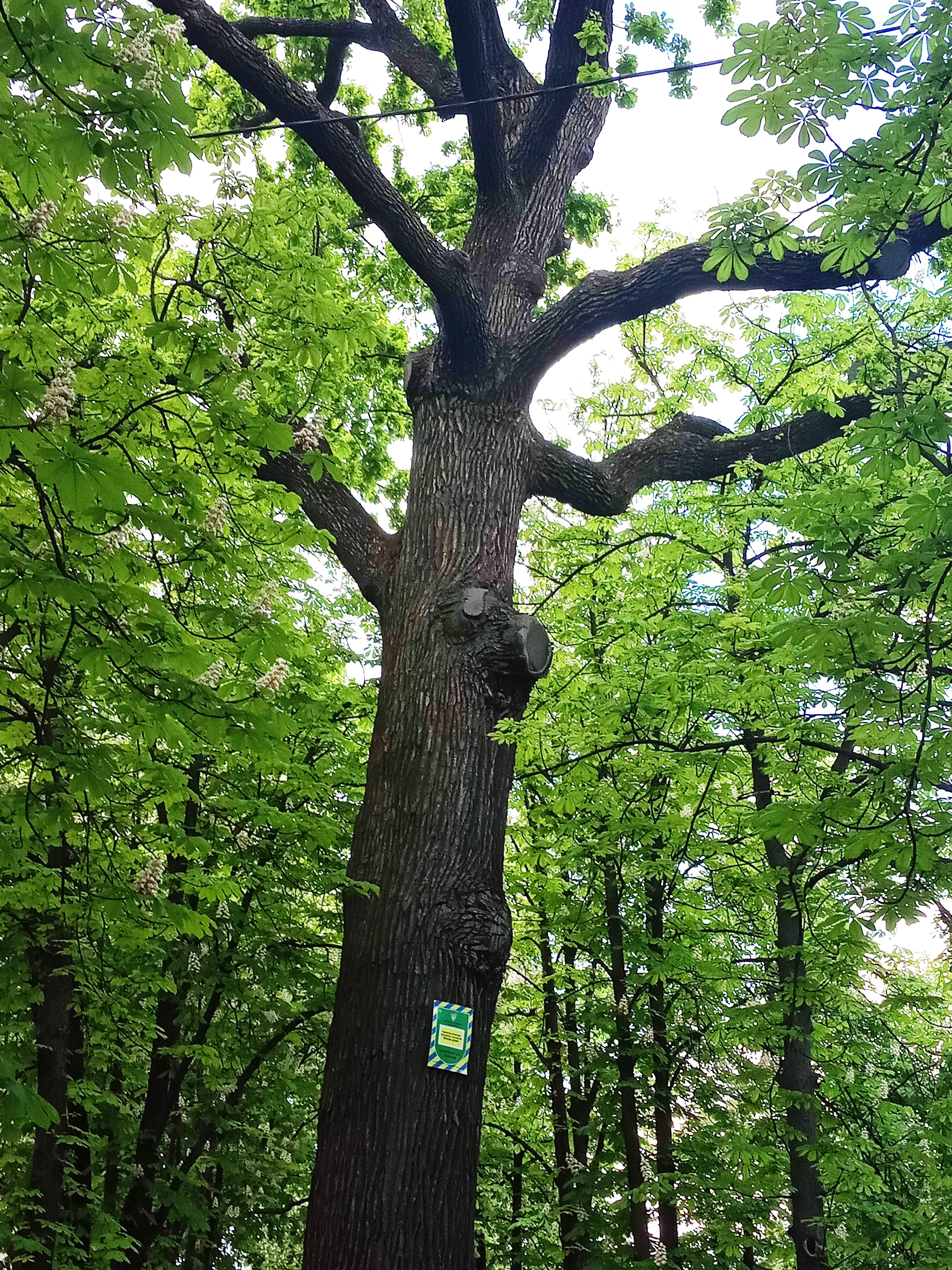
Вікові дуби (травень 2019)